# Kovilpatti
Kovilpatti (o Koilpatti) è una suddivisione dell'India, classificata come municipality, di 87.458 abitanti, situata nel distretto di Thoothukudi, nello stato federato del Tamil Nadu. In base al numero di abitanti la città rientra nella classe II (da 50.000 a 99.999 persone).

## Geografia fisica
La città è situata a 9° 10' 0 N e 77° 52' 0 E e ha un'altitudine di 105 m s.l.m..

## Società

### Evoluzione demografica
Al censimento del 2001 la popolazione di Kovilpatti assommava a 87.458 persone, delle quali 43.046 maschi e 44.412 femmine. I bambini di età inferiore o uguale ai sei anni assommavano a 9.194, dei quali 4.636 maschi e 4.558 femmine. Infine, coloro che erano in grado di saper almeno leggere e scrivere erano 66.441, dei quali 35.346 maschi e 31.095 femmine.